# 大宁河 (长江)
31°04′23″N 109°53′15″E / 31.07299°N 109.88743°E
大寧河古稱昌江，亦叫巫溪，是長江上游一級支流，亦是長江三峽流域內最大支流。這條河源自陝西平利终南山，向南流經重慶巫溪縣、巫山縣匯入長江。支流有馬渡河等。
大寧河在巫山縣段的龍門峽、巴霧峽、滴翠峽被稱作「小三峽」。

## 考
1. ↑  蔣華. . 中國巫山網. 2014-11-07 （中文（简体））.